# Dieretou Diallo
Pour les articles homonymes, voir Diallo.
Ne doit pas être confondue avec Diariatou Diallo
Dieretou Diallo est une blogueuse, féministe et web-activiste guinéenne née le 16 février 1993 à Kamsar, dans la région de Boké, en Guinée.

## Biographie
Après l'obtention de son baccalauréat en 2011 à l'institution catholique Sainte-Marie à Conakry, elle se rend en France pour ses études supérieures. 
Elle fait une première Licence Information-Communication à l'Université Nice-Sophia-Antipolis, une deuxième Licence Économie-Sociologie à l'Université Jean Jaurès de Toulouse et est depuis, titulaire d'un Master 2 Communication publique et politique de l'European Communication School à Paris. 
Dieretou entame une courte carrière de journalisme où elle écrit pendant ses stages et piges, pour Jeune Afrique et BBC Afrique. 
Bien qu'elle ait finalement opté pour la communication comme métier, elle continue néanmoins à animer des chroniques radio sur RFI Afrique dans "le Rendez-vous des Tchatcheuses".

## Blogging, engagement citoyen et féministe
Dieretou Diallo est une activiste pour la démocratie et la vulgarisation des technologies de l'information dans son pays, la Guinée. Elle fait partie de plusieurs organisations de la société civile à savoir l'association des blogueurs de Guinée, dont elle est membre du Conseil d'Administration, et le collectif Guinéenne du XXIe siècle qu'elle a co-fondé en 2016. 
La campagne #GuinéenneDu21èsiècle qu'elle lance à l'occasion de la journée internationale des droits des femmes le 8 mars 2016 et qui met en lumière les conditions de vie des Guinéennes grâce au numérique, obtient un écho international. Dieretou Diallo est ainsi invitée sur le plateau de France 24 pour en parler.  
Dieretou Diallo encourage les associations et organisations féministes guinéennes à mener la lutte à la fois sur le numérique et sur le terrain, afin de toucher et sensibiliser une majorité de personnes. Elle a conduit et co-organisé plusieurs campagnes digitales féministes dont #NosFillesAvecLeurClito contre l'excision en 2018. Le marathon #1Km1Droit #RunForYoursRights qu'elle pilote, est une activité-phare du collectif "Guinéenne du XXIe siècle". 

## Entrepreneuriat social
En 2015, inquiète du manque de couverture des activités de la diaspora, Dieretou Diallo lance une web-télé 100% dédiée à la diaspora guinéenne. L'initiative doit s'arrêter en 2017 par manque de financements. 
En mai 2021, aidée de deux cartographes guinéens Mohamed Kaba et Lamarana Barry, elle initie une cartographie des évènements culturels guinéens pour les valoriser à l'aide du numérique.

## Prix et distinctions
Pour récompenser ses activités à vocation sociale et ses articles engagés, Dieretou Diallo est primée "Meilleur Blogueur de l'année 2016" aux Guinean Excellence Awards au Canada.